# Bézues-Bajon
Bézues-Bajon (Besuas e Bajon en gascon) est une commune française située dans le sud du département du Gers en région Occitanie. Sur le plan historique et culturel, la commune est dans le pays d'Astarac, un territoire du sud gersois très vallonné, au sol argileux, qui longe le plateau de Lannemezan.
Exposée à un climat océanique altéré, elle est drainée par l'Arrats, l'Arrat de devant et par divers autres petits cours d'eau. La commune possède un patrimoine naturel remarquable composé de quatre zones naturelles d'intérêt écologique, faunistique et floristique.
Bézues-Bajon est une commune rurale qui compte 185 habitants en 2022, après avoir connu un pic de population de 474 habitants en 1851.  Ses habitants sont appelés les Bézuais ou  Bézuaises.

## Géographie

### Localisation
Bézues-Bajon est une commune située dans la Gascogne en Astarac à la confluence de l'Arrats et de l'Arrat de devant.

### Communes limitrophes
Les communes limitrophes sont  Arrouède, Aussos, Bellegarde, Cap d'Astarac, Masseube, Panassac et Sère.
| Masseube | Bellegarde (par un quadripoint) | Sère   |
| Panassac | Bézues-Bajon                    | Aussos |
| Arrouède | Cabas-Loumassès                 |        |

### Géologie et relief
Bézues-Bajon se situe en zone de sismicité 2 (sismicité faible).

### Hydrographie

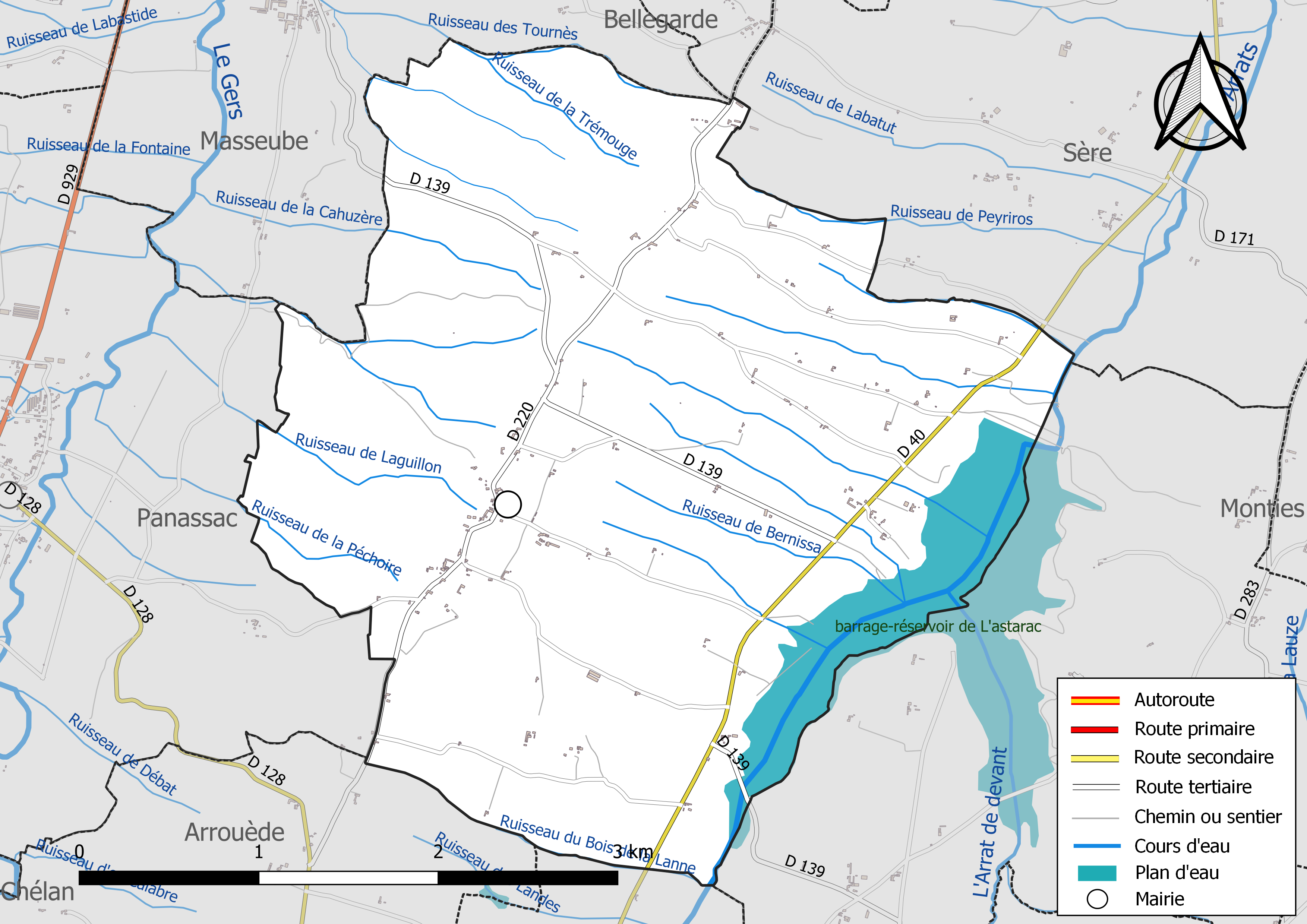
Réseaux hydrographique et routier de Bézues-Bajon.

La commune est dans le bassin de la Garonne, au sein du bassin hydrographique Adour-Garonne. Elle est drainée par l'Arrats, l'Arrat de Devant, le ruisseau de Bernissa, le ruisseau de la Cahuzère, le ruisseau de Laguillon, le ruisseau de la Péchoire, le ruisseau de la Trémouge, le ruisseau de Peyriros, le ruisseau des Tournès, le ruisseau du Bois de la Lanne et par divers petits cours d'eau, qui constituent un réseau hydrographique de 23 km de longueur totale,.
L'Arrats, d'une longueur totale de 162,1 km, prend sa source dans la commune de Lannemezan et s'écoule vers le nord. Il traverse la commune et se jette dans la Garonne à Saint-Loup, après avoir traversé 66 communes.
L'Arrat de devant, d'une longueur totale de 14,1 km, prend sa source dans la commune de Betbèze et s'écoule vers le nord. Il traverse la commune et se jette dans l'Arrats sur le territoire communal, après avoir traversé 10 communes.

### Climat
Pour des articles plus généraux, voir Climat de l'Occitanie et Climat du Gers.
En 2010, le climat de la commune est de type climat océanique altéré, selon une étude s'appuyant sur une série de données couvrant la période 1971-2000. En 2020, Météo-France publie une typologie des climats de la France métropolitaine dans laquelle la commune est dans une zone de transition entre le climat océanique altéré et le climat de montagne ou de marges de montagne et est dans une zone de transition entre les régions climatiques « Aquitaine, Gascogne » et « Pyrénées centrales ».
Pour la période 1971-2000, la température annuelle moyenne est de 12,8 °C, avec une amplitude thermique annuelle de 14,7 °C. Le cumul annuel moyen de précipitations est de 836 mm, avec 9,9 jours de précipitations en janvier et 6,5 jours en juillet. Pour la période 1991-2020, la température moyenne annuelle observée sur la station météorologique la plus proche, située sur la commune de Mirande à 21 km à vol d'oiseau, est de 13,6 °C et le cumul annuel moyen de précipitations est de 818,5 mm,. Pour l'avenir, les paramètres climatiques de la commune estimés pour 2050 selon différents scénarios d'émission de gaz à effet de serre sont consultables sur un site dédié publié par Météo-France en novembre 2022.

### Milieux naturels et biodiversité
L’inventaire des zones naturelles d'intérêt écologique, faunistique et floristique (ZNIEFF) a pour objectif de réaliser une couverture des zones les plus intéressantes sur le plan écologique, essentiellement dans la perspective d’améliorer la connaissance du patrimoine naturel national et de fournir aux différents décideurs un outil d’aide à la prise en compte de l’environnement dans l’aménagement du territoire.
Deux ZNIEFF de type 1 sont recensées sur la commune :
les « coteaux de Masseube » (1 029 ha), couvrant 3 communes du département, et 
le « plan d'eau de l'Astarac et coteau de l'Arrats » (859 ha), couvrant 4 communes du département
et deux ZNIEFF de type 2, : 
- les « coteaux de la Lauze et de l'Arrats » (5 264 ha), couvrant 18 communes du département[16] ;
- les « coteaux du Gers d'Aries-Espénan à Auch » (13 191 ha), couvrant 31 communes dont 28 dans le Gers et trois dans les Hautes-Pyrénées[17].

Carte des ZNIEFF de type 1 et 2 à Bézues-Bajon.
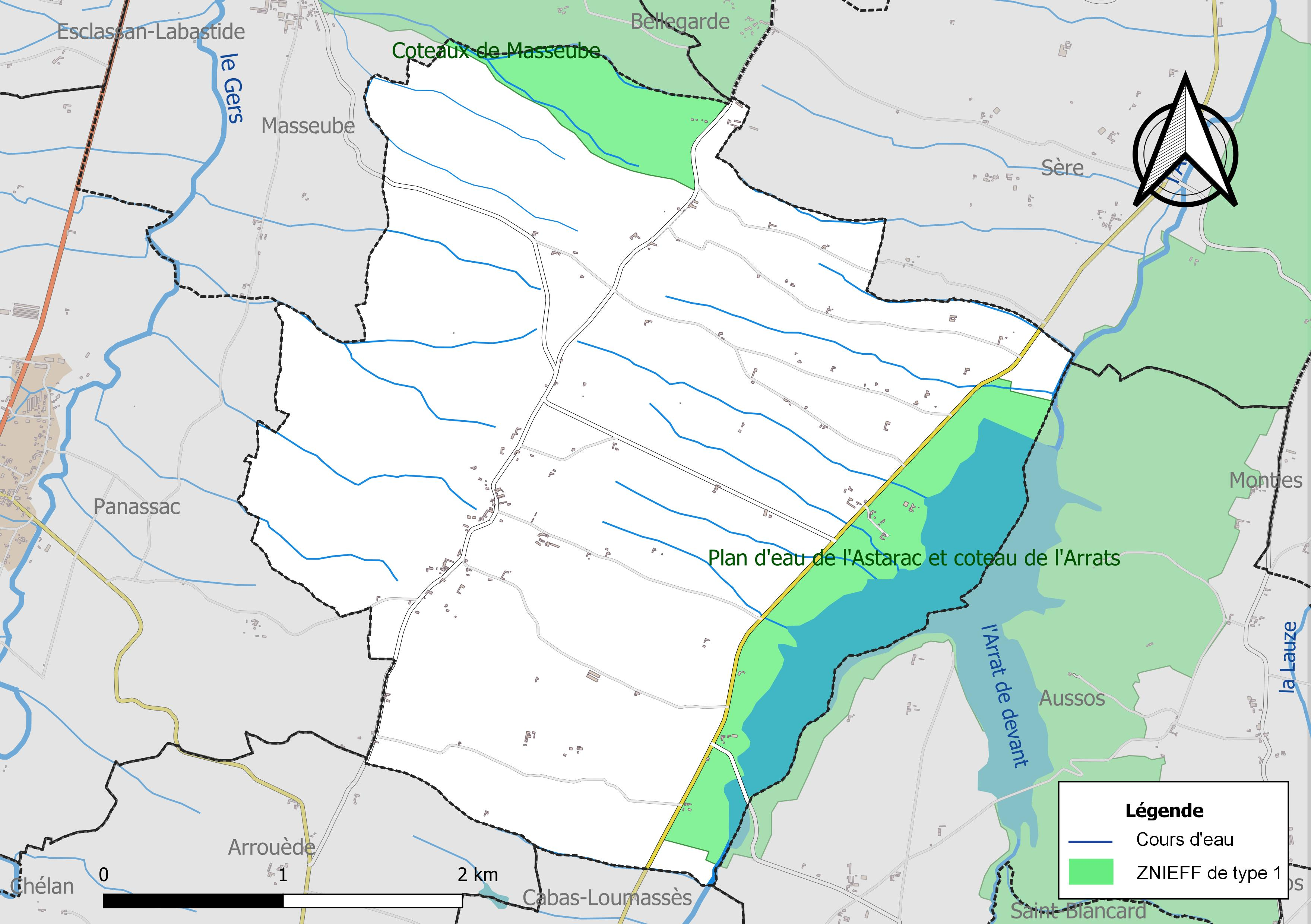
Carte des ZNIEFF de type 1 sur la commune.
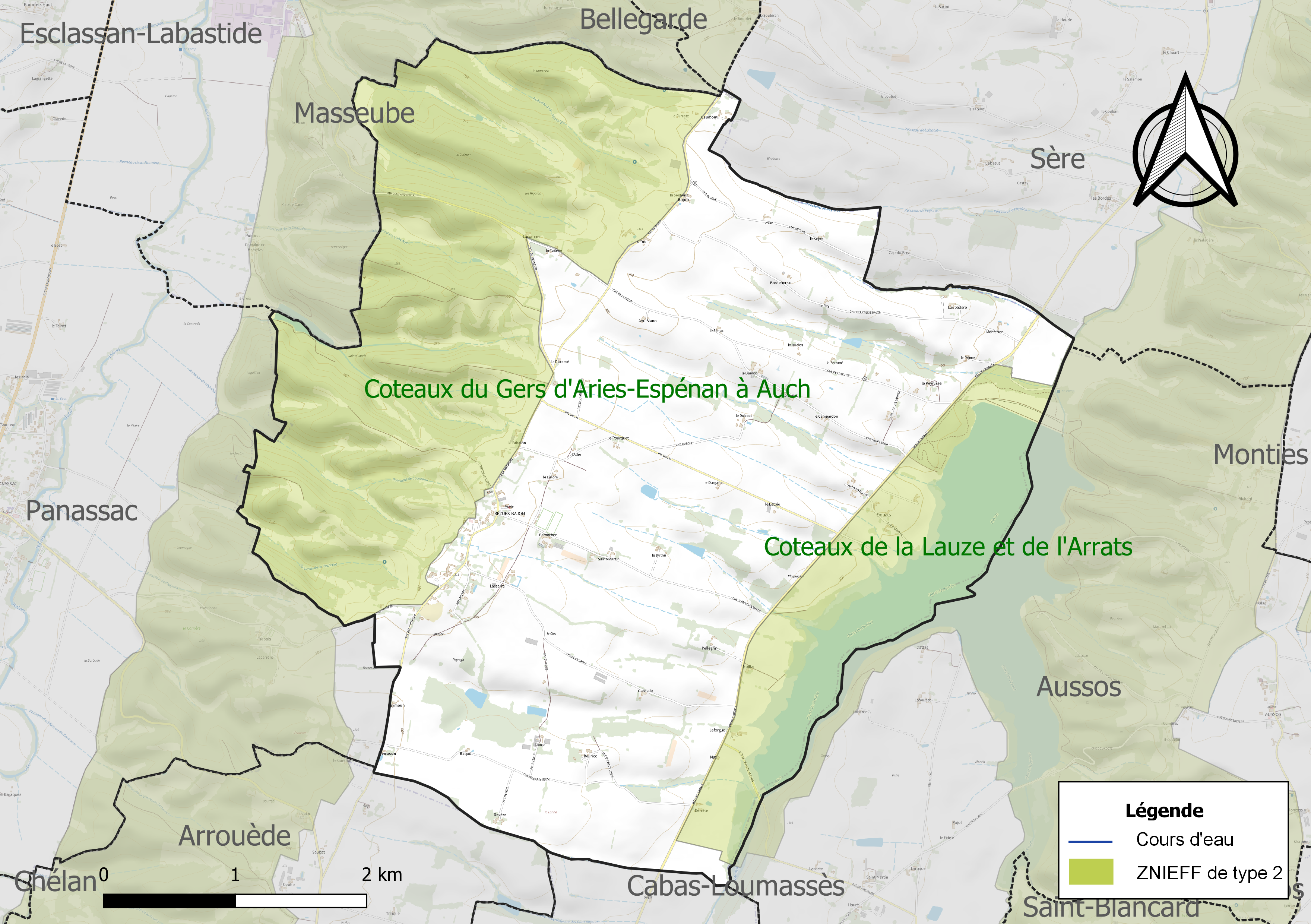
Carte des ZNIEFF de type 2 sur la commune.

## Urbanisme

### Typologie
Au 1er janvier 2024, Bézues-Bajon est catégorisée commune rurale à habitat très dispersé, selon la nouvelle grille communale de densité à sept niveaux définie par l'Insee en 2022.
Elle est située hors unité urbaine et hors attraction des villes,.

### Occupation des sols
L'occupation des sols de la commune, telle qu'elle ressort de la base de données européenne d’occupation biophysique des sols Corine Land Cover (CLC), est marquée par l'importance des territoires agricoles (76,2 % en 2018), une proportion sensiblement équivalente à celle de 1990 (76,1 %). La répartition détaillée en 2018 est la suivante : 
zones agricoles hétérogènes (63,8 %), forêts (18,5 %), terres arables (11,6 %), eaux continentales (5,4 %), prairies (0,7 %). L'évolution de l’occupation des sols de la commune et de ses infrastructures peut être observée sur les différentes représentations cartographiques du territoire : la carte de Cassini (XVIIIe siècle), la carte d'état-major (1820-1866) et les cartes ou photos aériennes de l'IGN pour la période actuelle (1950 à aujourd'hui).

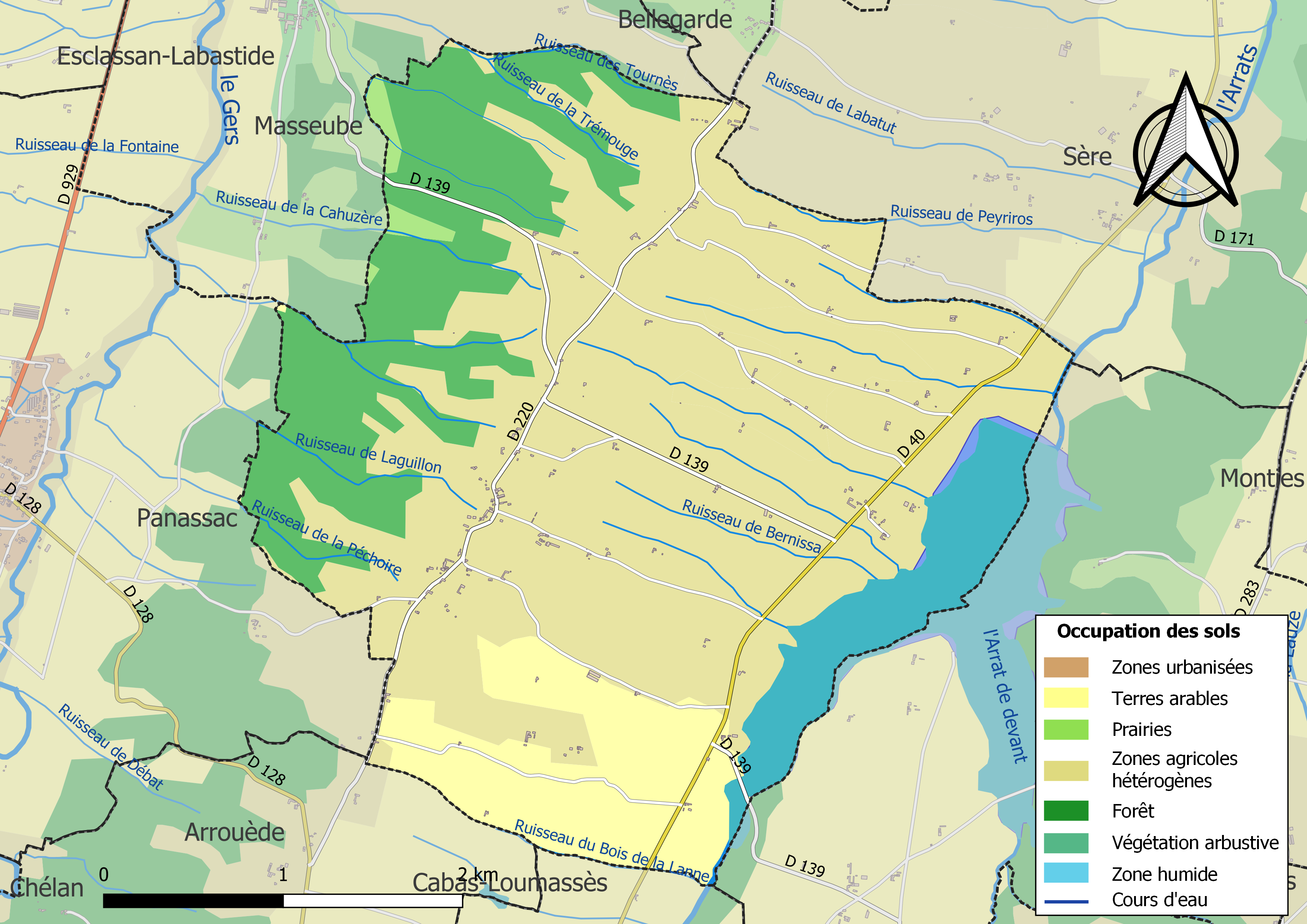
Carte des infrastructures et de l'occupation des sols de la commune en 2018 (CLC).

### Risques majeurs
Le territoire de la commune de Bézues-Bajon est vulnérable à différents aléas naturels : météorologiques (tempête, orage, neige, grand froid, canicule ou sécheresse) et séisme (sismicité faible). Un site publié par le BRGM permet d'évaluer simplement et rapidement les risques d'un bien localisé soit par son adresse soit par le numéro de sa parcelle.

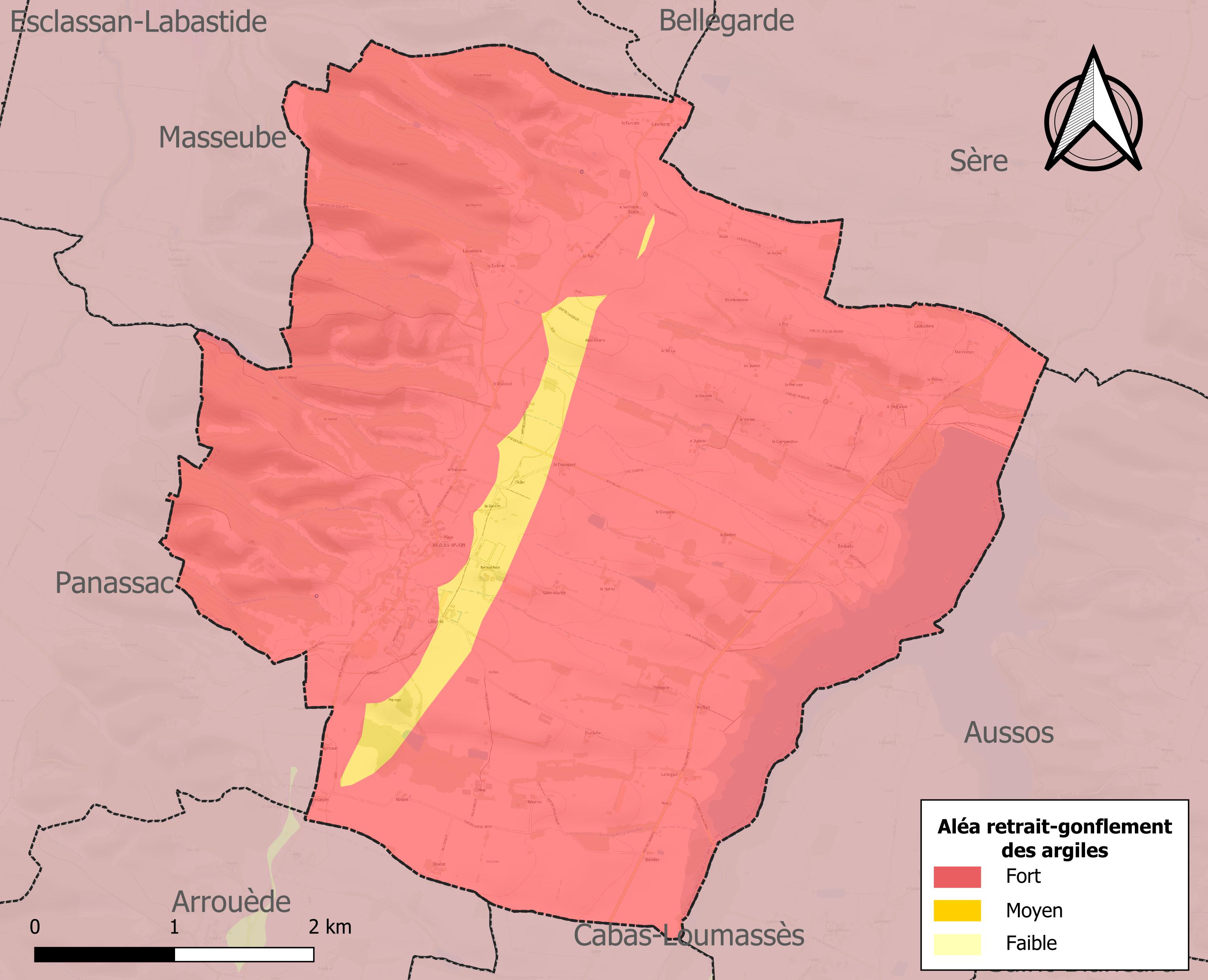
Carte des zones d'aléa retrait-gonflement des sols argileux de Bézues-Bajon.

Le retrait-gonflement des sols argileux est susceptible d'engendrer des dommages importants aux bâtiments en cas d’alternance de périodes de sécheresse et de pluie. La totalité de la commune est en aléa moyen ou fort (94,5 % au niveau départemental et 48,5 % au niveau national). Sur les 110 bâtiments dénombrés sur la commune en 2019, 110 sont en aléa moyen ou fort, soit 100 %, à comparer aux 93 % au niveau départemental et 54 % au niveau national. Une cartographie de l'exposition du territoire national au retrait gonflement des sols argileux est disponible sur le site du BRGM,.
Par ailleurs, afin de mieux appréhender le risque d’affaissement de terrain, l'inventaire national des cavités souterraines permet de localiser celles situées sur la commune.
La commune a été reconnue en état de catastrophe naturelle au titre des dommages causés par les inondations et coulées de boue survenues en 1999 et 2009. Concernant les mouvements de terrains, la commune a été reconnue en état de catastrophe naturelle au titre des dommages causés par la sécheresse en 1989 et 1993 et par des mouvements de terrain en 1999.

## Histoire
En 1822, Bézuès absorbe une partie de la commune de Pis-Bajon (l'autre partie est rattachée à Bellegarde) et prend le nom de Bézuès-Bajon.

## Politique et administration

### Liste des maires
| Période                                  | Période  | Identité         | Étiquette | Qualité |
| ---------------------------------------- | -------- | ---------------- | --------- | ------- |
|                                          |          |                  |           |         |
| mars 1989                                | mai 2020 | Marc Deveze      | PCF       |         |
| 2020                                     | En cours | Pierre Lafforgue |           |         |
| Les données manquantes sont à compléter. |          |                  |           |         |

## Population et société

### Démographie
| 1793 | 1800 | 1806 | 1821 | 1831 | 1841 | 1846 | 1851 | 1856 |
| ---- | ---- | ---- | ---- | ---- | ---- | ---- | ---- | ---- |
| 300  | 192  | 296  | 301  | 468  | 439  | 457  | 474  | 444  |

| 1861 | 1866 | 1872 | 1876 | 1881 | 1886 | 1891 | 1896 | 1901 |
| ---- | ---- | ---- | ---- | ---- | ---- | ---- | ---- | ---- |
| 452  | 430  | 432  | 409  | 412  | 416  | 374  | 369  | 340  |

| 1906 | 1911 | 1921 | 1926 | 1931 | 1936 | 1946 | 1954 | 1962 |
| ---- | ---- | ---- | ---- | ---- | ---- | ---- | ---- | ---- |
| 334  | 340  | 332  | 326  | 296  | 292  | 254  | 250  | 242  |

| 1968 | 1975 | 1982 | 1990 | 1999 | 2006 | 2011 | 2016 | 2021 |
| ---- | ---- | ---- | ---- | ---- | ---- | ---- | ---- | ---- |
| 221  | 149  | 154  | 145  | 183  | 205  | 208  | 190  | 188  |

| 2022 | - | - | - | - | - | - | - | - |
| ---- | - | - | - | - | - | - | - | - |
| 185  | - | - | - | - | - | - | - | - |

### Manifestations culturelles et festivités
- Fête communale : 24 juin[28] ;
- Fête patronale : dernier dimanche d'août[28] ;
- Marché : mardi[28].

## Économie

### Revenus
En 2018  (données Insee publiées en septembre 2021), la commune compte 71 ménages fiscaux, regroupant 169 personnes. La médiane du revenu disponible par unité de consommation est de 21 530 € (20 820 € dans le département).

### Emploi
|                | 2008  | 2013  | 2018  |
| -------------- | ----- | ----- | ----- |
| Commune        | 4 %   | 4,7 % | 6,9 % |
| Département    | 6,1 % | 7,5 % | 8,2 % |
| France entière | 8,3 % | 10 %  | 10 %  |

En 2018, la population âgée de 15 à 64 ans s'élève à 102 personnes, parmi lesquelles on compte 68,3 % d'actifs (61,4 % ayant un emploi et 6,9 % de chômeurs) et 31,7 % d'inactifs,. Depuis 2008, le taux de chômage communal (au sens du recensement) des 15-64 ans est inférieur à celui de la France et du département.
La commune est hors attraction des villes,. Elle compte 22 emplois en 2018, contre 19 en 2013 et 32 en 2008. Le nombre d'actifs ayant un emploi résidant dans la commune est de 63, soit un indicateur de concentration d'emploi de 34,9 % et un taux d'activité parmi les 15 ans ou plus de 43,8 %.
Sur ces 63 actifs de 15 ans ou plus ayant un emploi, 18 travaillent dans la commune, soit 29 % des habitants. Pour se rendre au travail, 88,9 % des habitants utilisent un véhicule personnel ou de fonction à quatre roues, 3,2 % s'y rendent en deux-roues, à vélo ou à pied et 7,9 % n'ont pas besoin de transport (travail au domicile).

### Activités hors agriculture
16 établissements sont implantés  à Bézues-Bajon au 31 décembre 2019.
Le secteur de la construction est prépondérant sur la commune puisqu'il représente 25 % du nombre total d'établissements de la commune (4 sur les 16 entreprises implantées  à Bézues-Bajon), contre 14,6 % au niveau départemental.

### Agriculture
La commune est dans l'Astarac, une petite région agricole englobant tout le Sud du départementle centre-nord du département du Gers, un quart de sa superficie, et correspond au pied de lʼéventail gascon. En 2020, l'orientation technico-économique de l'agriculture  sur la commune est la polyculture et/ou le polyélevage.
|               | 1988 | 2000 | 2010 | 2020 |
| ------------- | ---- | ---- | ---- | ---- |
| Exploitations | 30   | 20   | 14   | 15   |
| SAU (ha)      | 783  | 704  | 661  | 707  |

Le nombre d'exploitations agricoles en activité et ayant leur siège dans la commune est passé de 30 lors du recensement agricole de 1988  à 20 en 2000 puis à 14 en 2010 et enfin à 15 en 2020, soit une baisse de 50 % en 32 ans. Le même mouvement est observé à l'échelle du département qui a perdu pendant cette période 51 % de ses exploitations,. La surface agricole utilisée sur la commune a également diminué, passant de 783 ha en 1988 à 707 ha en 2020. Parallèlement la surface agricole utilisée moyenne par exploitation a augmenté, passant de 26 à 47 ha.

## Culture locale et patrimoine

### Lieux et monuments

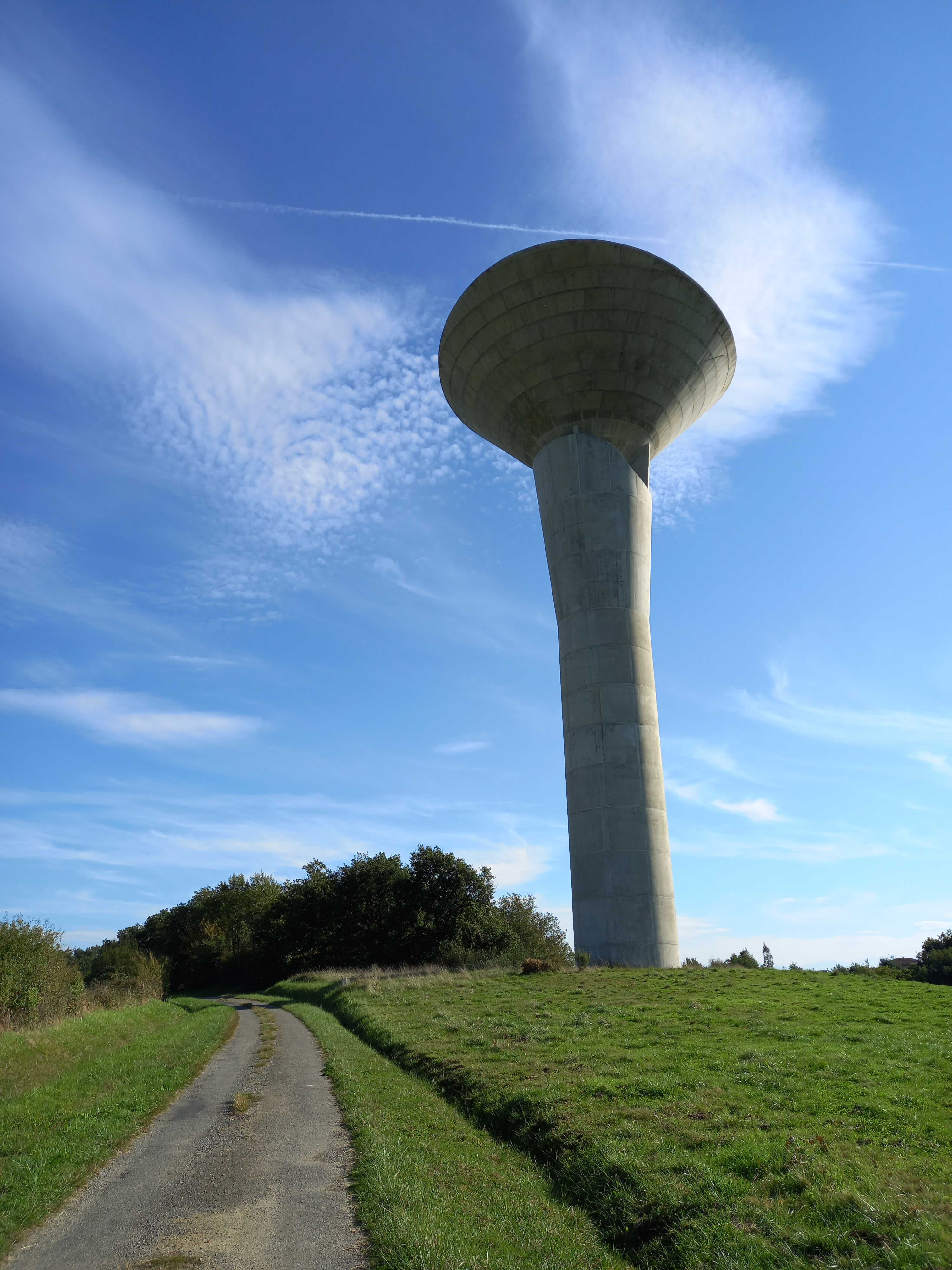
Château d'eau situé sur la commune.

- Église Saint-Jean-Baptiste de Bézues-Bajon.
- Église de l'Assomption de Bajon.
- Château de Laubadère.

### Héraldique
| Blason de Bézues-Bajon | Blason  | Écartelé, le trait du coupé ondé : au 1er de sinople à deux anneaux d'or entrelacés en fasce, au 2e d'argent à un lion de gueules, au 3e d'argent à un brochet d'azur posé en bande, au 4e de sinople à une gerbe de blé d'or, liée de gueules. |
| Blason de Bézues-Bajon | Détails | Le statut officiel du blason reste à déterminer. |